# Zanger Rinus
Cathrinus (Rinus) Dijkstra (ur. 19 października 1969 w Drachten), lepiej znany jako Zanger Rinus – holenderski piosenkarz.

## Kariera
W 2009 roku Rinus wydał piosenkę Hey Marlous, swoją adaptację utworu Schöne Maid, hast Du heut 'für mich Zeit niemieckiego piosenkarza Tony’ego Marshalla z 1972 roku. Hey Marlous opowiada o holenderskiej piosenkarce Marlous Oosting. Stał się znany w Holandii, po tym jak jego piosenka pojawiła się w programie telewizyjnym De Wereld Draait Door.
Później pojawiło się więcej utworów wraz z teledyskami, takich jak Hé Kastelein (2010) i Met Romana op de Scooter. Ten ostatni został umieszczony na YouTube 8 lipca 2011 r. i został obejrzany ponad 300 tys. razy w ciągu pięciu dni. Piosenka stała się rozpoznawalna międzynarodowo, a Rinus zyskał większą uwagę.

## Życie prywatne
Jego partnerką jest kobieta o imieniu Debora z którą jest w związku od 1998 roku, często można ją zobaczyć w jego teledyskach. Obydwoje pojawili się w piosence Make you pop autorstwa Dona Diablo.
Rinus jest niepełnosprawny intelektualnie. Na co dzień jest stolarzem.